# 馬自達Z族引擎
馬自達Z族引擎是由日本馬自達汽車公司研發、生產的往復式活塞直列四缸汽油引擎，其排氣量分別由1.3L至1.6L不等，屬於舊款鑄鐵缸體的B族引擎的改良版本。

## 概要
Z族引擎具有由雙頂置凸輪軸控制的16氣門，中間連結著正時鏈條。汽缸蓋與汽缸本體皆以鋁合金製成，汽缸套則為鑄鐵製。為了提升剛度與強度，採用上下分割缸體組合而成；特別加長的進氣歧管可以增加扭矩，另採用S-VT可變氣門正時技術與不銹鋼排氣頭。
2010年10月20日馬自達宣布自隔年起不再發展此系列引擎，改用油耗表現更佳的創馳藍天引擎取代。不過，福特仍繼續生產Z與L族引擎，以供給其Duratec和EcoBoost直列四缸引擎。

## Z5型
所有Z族引擎均由此型衍生出來，排氣量為1,489c.c.的Z5-DE型，其缸徑和衝程分別為75.3mm和83.6mm。缸體、缸體內部和油底殼雖然近似B族引擎，不過DOHC汽缸頭可是全新的設計。油底殼由上下兩片組成，上片為鋁製，下片為沖壓鋼鐵製。車型：
1. 1994年-1998年：第八代323
2. 1993年-1997年：Lantis
3. 1994年-1998年：Familia Neo

## ZJ型

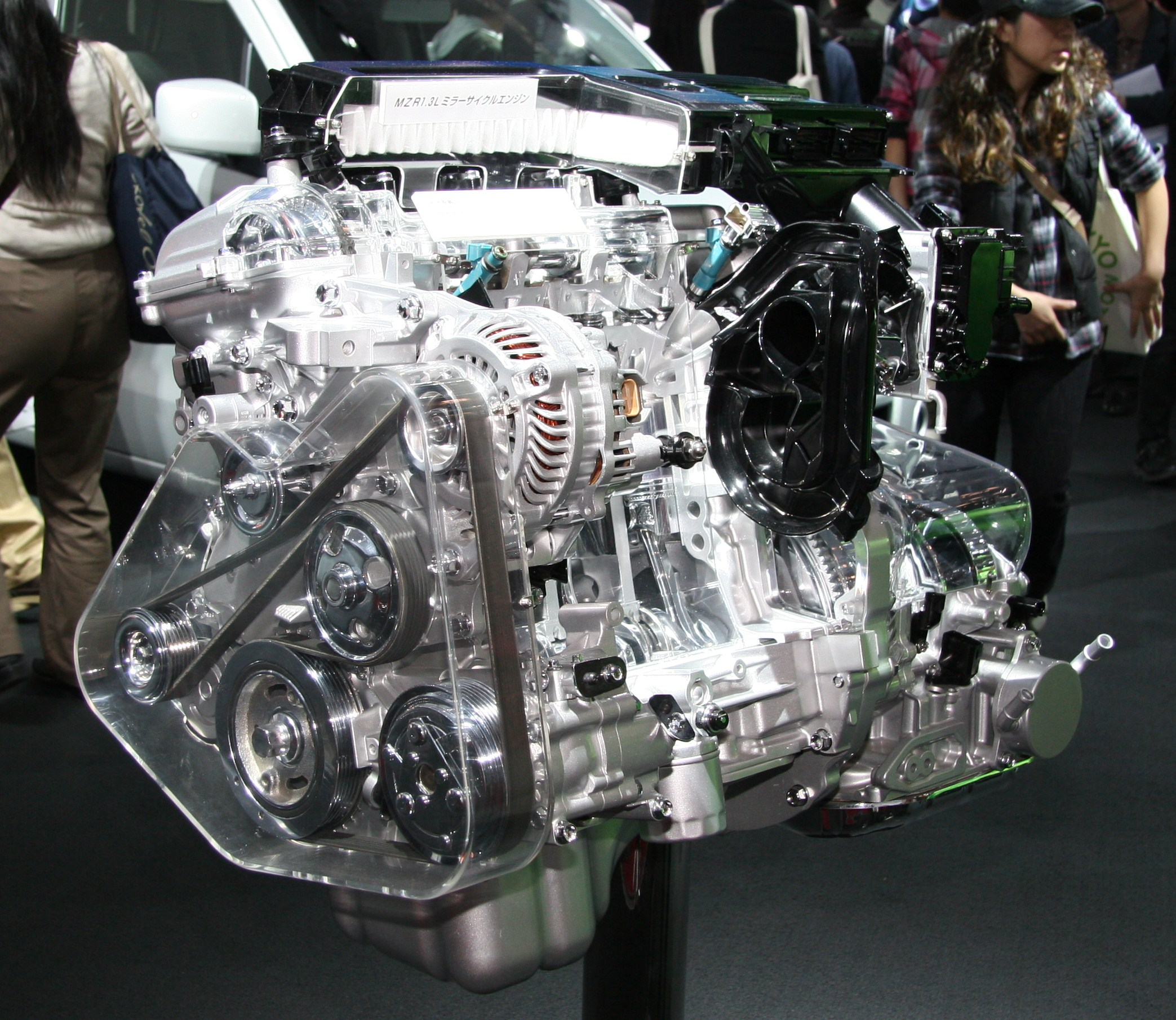
ZJ-VEM型米勒循環引擎

排氣量1,348c.c.的ZJ-VE型引擎，缸徑74mm、衝程78.4mm，具備電子節氣門控制、S-VT可變氣門正時和TSCV渦流控制閥（（英文）tumble swirl control valve）等技術，區分成高、低馬力兩種版本：
- 高馬力版：最大馬力86ps / 6,000rpm，最大扭力122N·m / 3,500rpm。
- 低馬力版：最大馬力75ps / 6,000rpm，最大扭力121N·m / 3,500rpm。

另有ZJ-VEM型米勒循環引擎，油耗表現更佳。車型：
1. 2007年至今：第三代馬自達2
2. 2009年迄今：第六代福特嘉年華（中國）

## ZL型
此系列引擎的排氣量為1,498c.c.，缸徑78mm，衝程78.4mm。此外，該型引擎於1998年時最先搭配新開發的S-VT可變氣門正時技術，稱作ZL-VE型。按機械結構之不同區分成：
- ZL-DE型：除了進氣歧管與曲軸行程外，其餘元件與Z6型 / ZM型相同[2]。
- ZL-VE型：因為配有S-VT可變氣門正時技術與高壓縮比（9.4:1）設計，該型引擎的馬力輸出大於排氣量較大的1.6L ZM-DE型引擎。

車型：
1. 1998年-2003年：第九代323

## ZY型

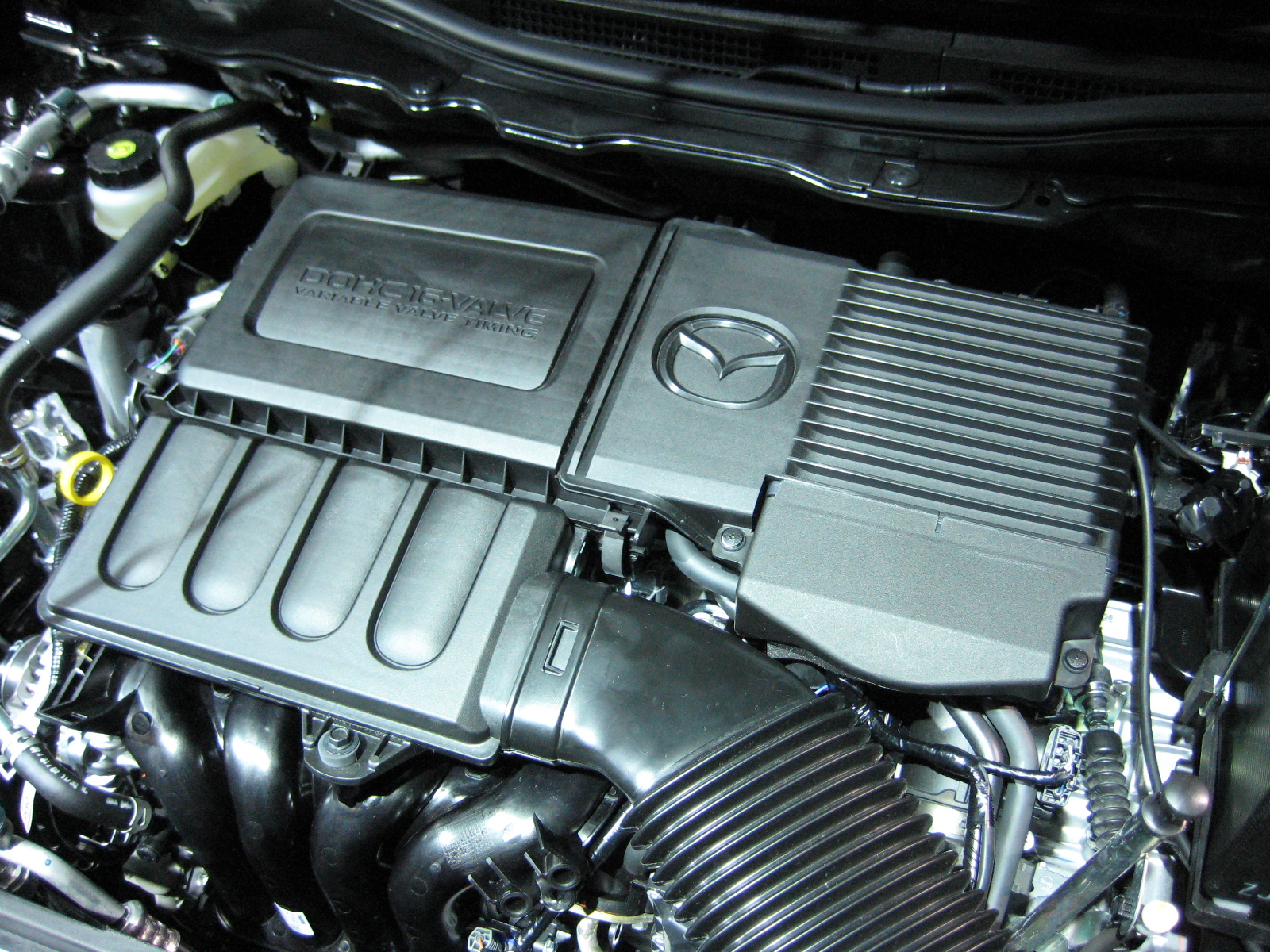
ZY-VE型引擎

ZY-VE型的排氣量為1,498c.c.，缸徑78mm，衝程78.4mm，最大馬力111hp，具備電子節氣門控制、S-VT可變氣門正時、TSCV渦流控制閥（（英文）tumble swirl control valve）和VIS可變慣性進氣歧管系统（（英文）variable induction system）等技術。車型：
1. 2002年-2007年：第二代馬自達2
2. 2007年至今：第三代馬自達2
3. 2004年至今：第一代Verisa
4. 2003年-2009年：第一代馬自達3
5. 2009年迄今：第六代福特嘉年華（中國）

## Z6型 / ZM型
採用DOHC及16氣門設計、排氣量1,598c.c.的Z6型引擎之缸徑78.0mm、衝程83.6mm，乃改良自具有環型進、排氣道的Z5型。後來衍生出幾個亞型：
- ZM型：使用於亞洲與歐洲市場，壓縮比9.7:1，最大馬力97hp / 5,500rpm，最大扭力 145N·m / 3,700rpm。
- ZM-DE型：使用於北美洲市場，壓縮比9.0:1[3]，最大馬力105hp / 5,500rpm，峰值扭力145N·m / 4,000rpm。此型引擎與前述的ZL-VE型共用某些主要元件，可謂系出同源；但是兩者的曲軸不同。車型：

1. 1998年-2003年：第九代323
2. 2002年-2007年：第二代馬自達2

- Z6-VE型：搭配S-VT可變氣門正時、VIS可變進氣系統（Variable Intake System之縮寫）與TSCV渦流控制閥（Tumble Swirl Control Valve之縮寫）等技術，壓縮比10.0：1，最大馬力106ps / 6,000rpm，最大扭力15.0kg·m / 4,000rpm。車型：

1. 2003年-2009年：第一代馬自達3
2. 2009年迄今：第二代馬自達3

## 內部連結
- 馬自達引擎列表
- 馬自達F族引擎
- 馬自達L族引擎
- 馬自達MZR引擎
- EcoBoost

## 外部連結
- （英文）【MAZDA】MZR 2.0L DISI Engine （页面存档备份，存于）